# Waldir Neves

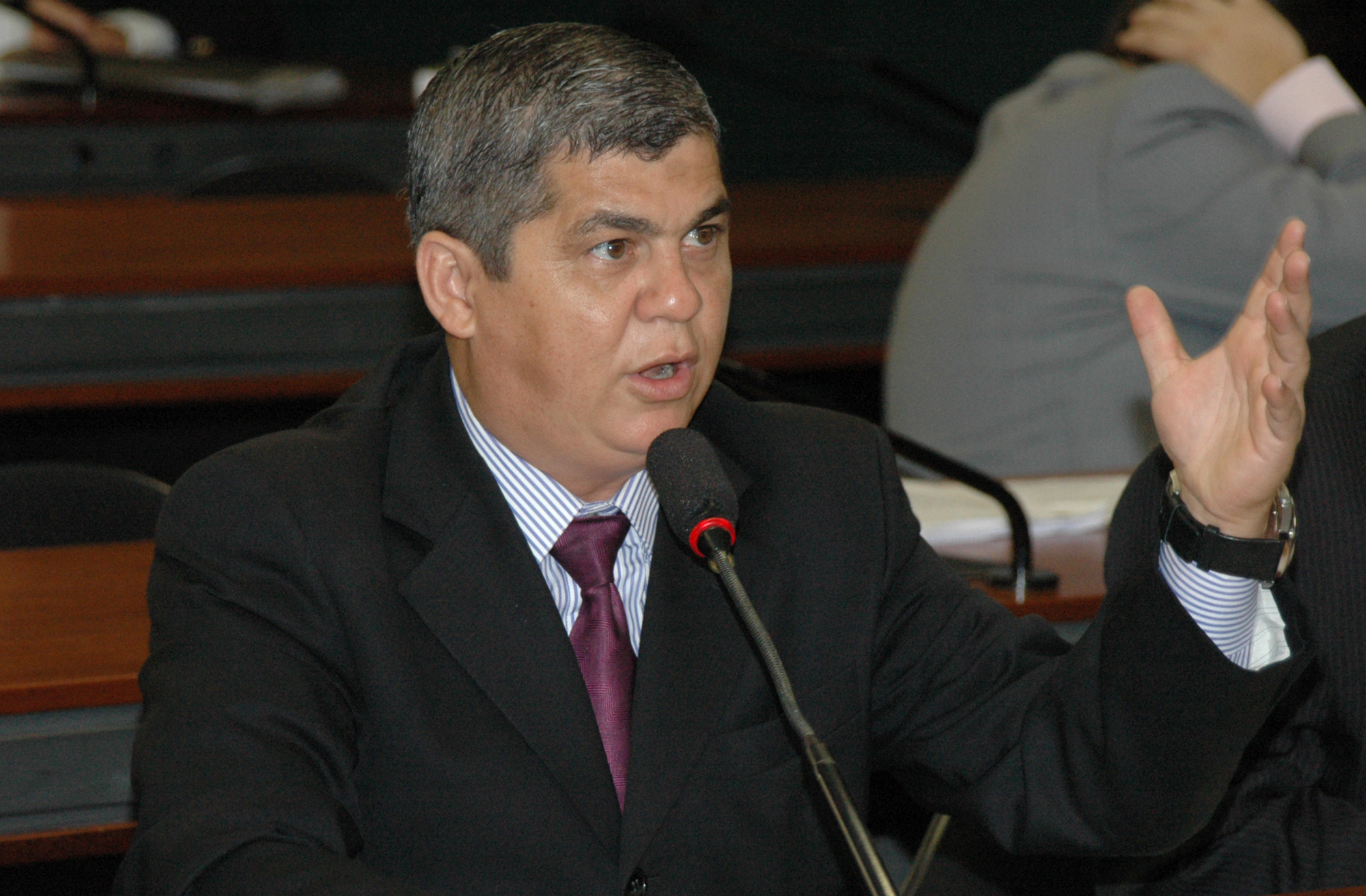
Neves em abril de 2009.

Waldir Neves Barbosa (Miranda, 31 de janeiro de 1963) é um empresário, produtor rural e bacharel em história e em direito. Atualmente é conselheiro vitalício do Tribunal de Contas do Estado de Mato Grosso do Sul.
Foi eleito vereador de Miranda em 1988, deputado estadual em 1991 e deputado federal em 2006.
Nas eleições de 2006, teve a prestação das contas de campanha analisadas com pedido de rejeição feito pelo Tribunal Regional Eleitoral de Mato Grosso do Sul.
Em 15 de julho de 2009, renunciou ao mandato de deputado federal, para assumir o cargo vitalício de conselheiro do Tribunal de Contas do Estado de Mato Grosso do Sul, tendo sido efetivado em sua vaga na Câmara o deputado Marçal Filho.

## Filiações Partidárias[1]
- 1981-1985 - PMDB
- 1985-1985 - PDT
- 1985-1991 - PTB
- 1995-Atual - PSDB